# Цецен-хан
Цецен-хан (д/н — 1671 або 1676) — 3-й хан Джунгарії в 1671 році.

## Життєпис
Походив з ойратського племені чорос. був одним зі старших синів Батур-хунтайджі, володаря Джунгарії. Отримав від батька титул тайджі (тайші). У 1653 році після смерті останнього разом з 7 братами повинен був отримати північну частину держави. Втім титул хунтайджі (володаря) Джунгарії та кращу, південну частину, успадкував інший зведений брат — Сенґе. Це викликало невдоволення Цецен-тайджі. Спільно з братами Ончон-тайджі і Цзотба-тайджі став здійснювати напади на казахські та московські володіння, порушивши мир, укладений їх батьком.
У 1655 році виступив з братами проти Сенґе-хунтайджі. Війна з ним змінювалася походами Цецен-тайджі з братами у сибірські володіння Московського царства. Взимку 1661 року Сенґе завдав поразки братам у битві на річці Еміль. Нойон Галдама примирив ворогуючі сторони, умовивши Сенґе повернути улуси Цецен-тайджі.
Тривалий час про Цецен-тайджі відсутні відомості. 1671 році влаштував змову проти Сенґе, якого було вбито. Цецен захопив владу, прийнявши ім'я Цецен-хана. Втім не розрахував швидкого повернення рідного брата Сеннґе — Галдана, що перетягнув на свій бік ойратів-хошоутів й вступив у боротьбу за владу. На річці Урунгу-Булак прихильники Цецен-хана — Чохур-Убаші і Алдар-Хошучі перемогли союзників Галдана — Алдара, Дайчіна і Гомбо.
Втім дедалі більше прихильників залишали Цецен-хана. Тому він відкочував з річки Еміль вгору річкою Ілі, а потім перебрався до озера Хара-Нор. Тут загони Галдана наздогнали Цецен-хана і розгромили його. Багато прихильників Цецен-хана були взяті в полон, а інші розбіглися. Лами Джунгарії перейшли на бік Галдана. Цецен-хан загинув під час битви або його було вбито у 1676 році.